# Centro Empresarial de São Paulo

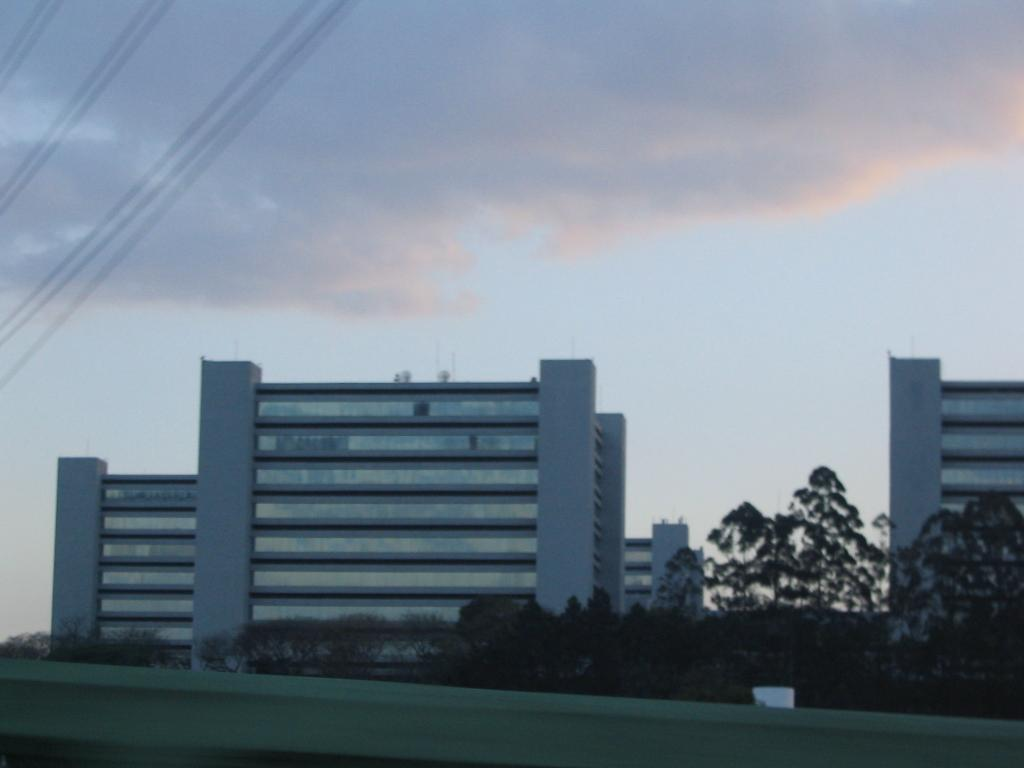
Vista parcial do centro empresarial

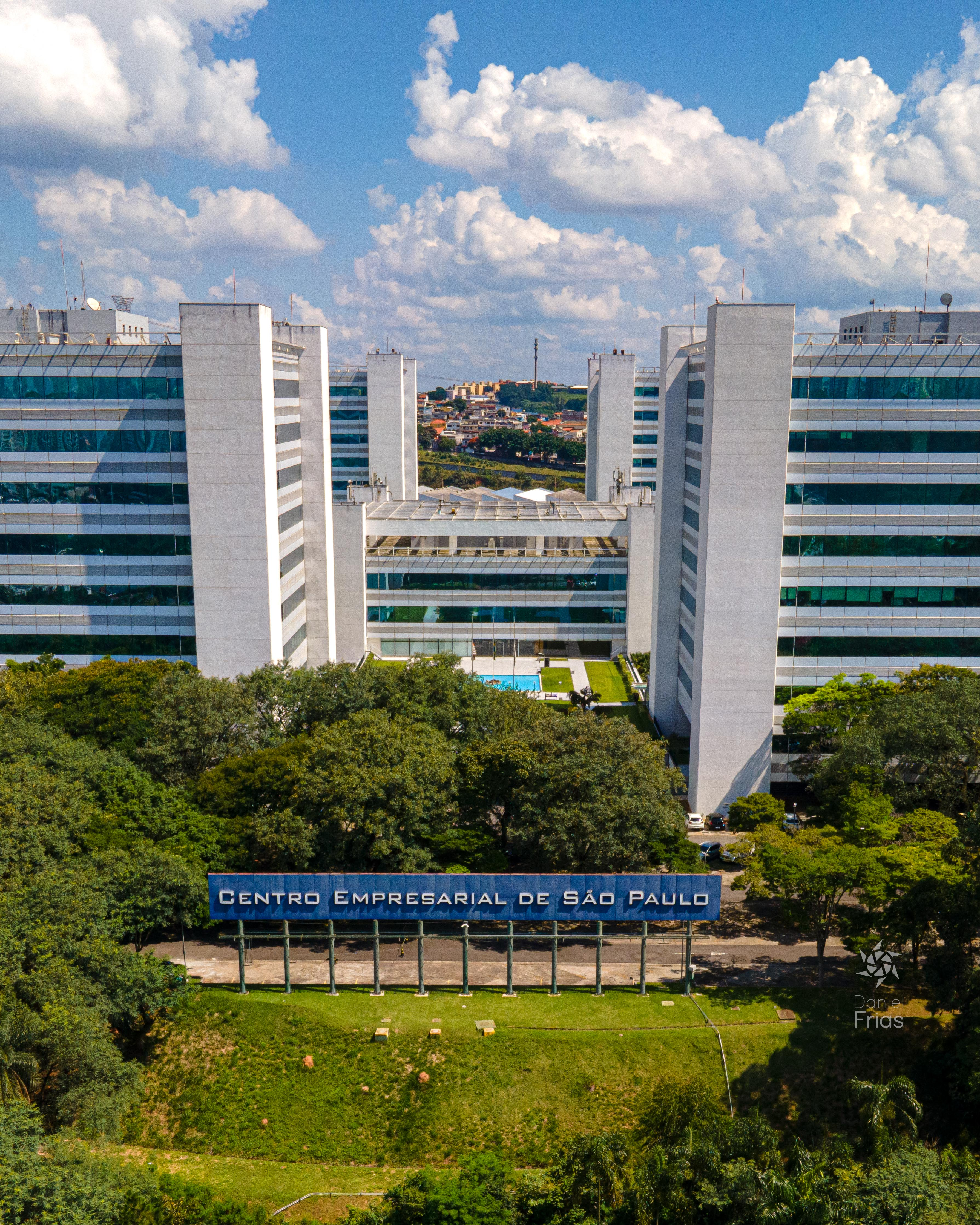
Foto aérea frontal

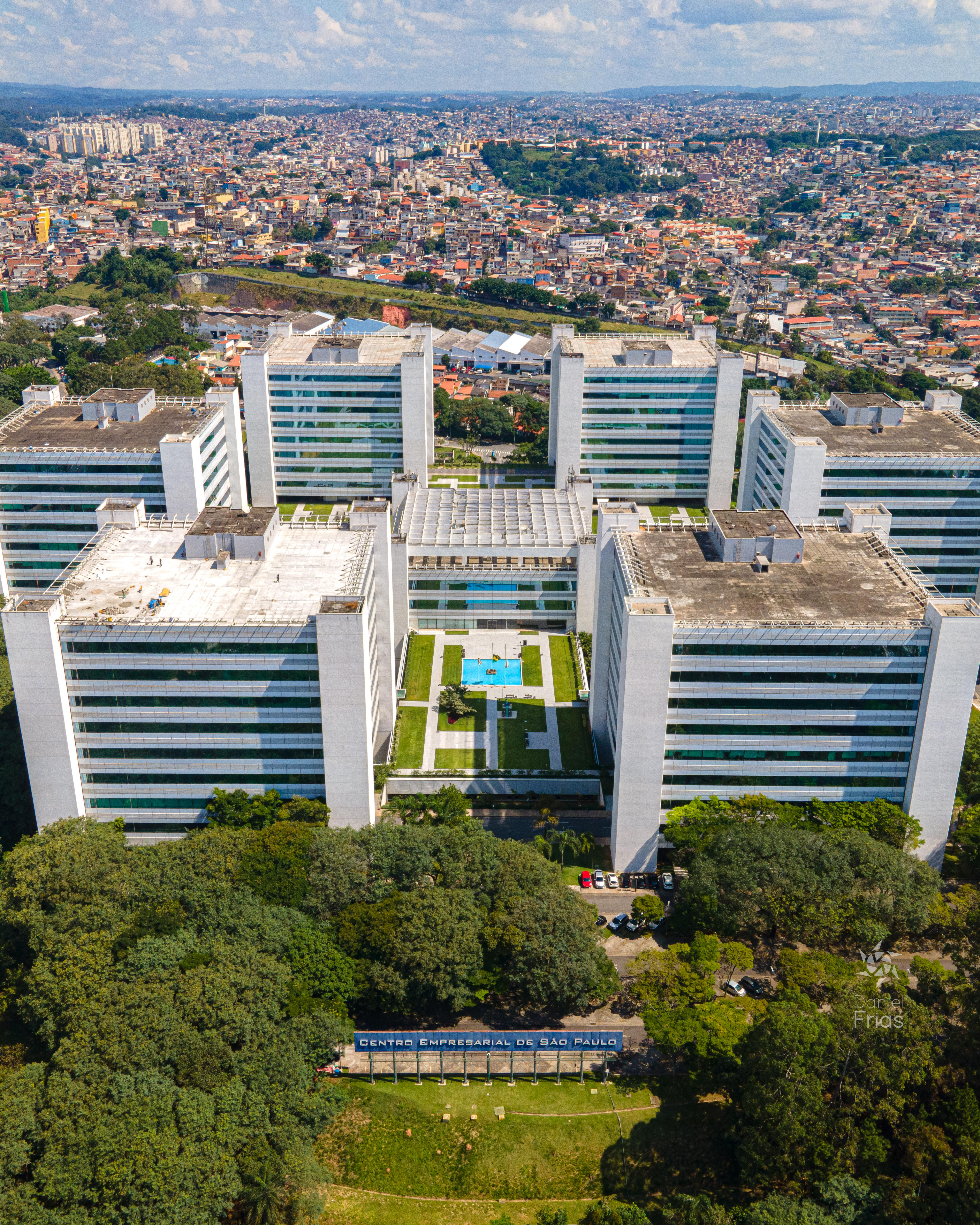
Cenesp do alto. Bairro Jardim São Luís ao fundo

O Centro Empresarial de São Paulo (CENESP) é um complexo de escritórios localizado no distrito do Jardim São Luís, próximo à Marginal Pinheiros em São Paulo, e abriga diversas empresas, como Rhodia e Tivit.

## Características
Com área construída de 350 mil metros quadrados em um terreno de 23 hectares, o condomínio tem um total de 144 mil metros quadrados de área bruta locável divididos em seis edifícios, com ar-condicionado central e carpete não propagador de fogo.
O sistema de ar-condicionado só era menor em 1987 do que o do Aeroporto do Galeão, no Rio de Janeiro. Cada edifício tem sete elevadores, três escadas com portas corta-fogo e, já na inauguração, tubulações de transporte pneumático para documentos e correspondências. O sistema de comunicações da época da inauguração só tinham par no Brasil nas instalações da Petrobras, no Rio de Janeiro, e no Congresso Nacional, em Brasília. o volume de ligações telefônicas feitas no Cenesp na segunda metade dos anos 1980 era o equivalente ao de uma cidade como Botucatu. Entre cada andar existe um "interandar", com dois metros de altura, por onde passam fios, tubos e dutos necessários para a infraestrutura de cada edifício, de onde é possível fazer a manutenção sem interromper o expediente de cada empresa. O sistema eletrônico de segurança foi projetado pela mesma empresa que havia desenvolvido os sistemas do Banco Central e da Casa da Moeda.
Apesar de tudo isso, os valores dos imóveis em 1987 eram cerca de 25% mais baratos que na região da Avenida Paulista, já que o valor do metro quadrado na região da Marginal Pinheiros era cerca de 90% menor. Para quem vê de fora a paisagem dos prédios parece quase desabitada, pois quase todo o movimento de funcionários e visitantes é feito em galerias subterrâneas, onde existe um centro comercial que já contava com sessenta lojas em sua abertura, além de agências bancárias, restaurantes e lanchonetes. Também na época da inauguração contava com [carece de fontes?], para atender o restaurante self-service e os restaurantes executivos.
O CENESP já foi considerado um dos maiores complexos de escritórios do hemisfério sul mas considerando a área bruta locável — o espaço disponível para os escritórios, já foi desbancado por outros empreendimentos como o Centro Empresarial Nações Unidas (CENU).

## História
Sua construção foi iniciada em 1974, quando o êxito do projeto foi bastante questionado. Para esses críticos, o empresariado em geral não estaria disposto a trabalhar longe do centro da cidade e de suas próprias residências, mas em 1986 o conjunto já era considerado um "êxito imobiliário", segundo a revista Veja em São Paulo. O investimento total foi de doze milhões de dólares, e o patrimônio era avaliado em duzentos milhões de dólares em 1987. Muitas empresas que tinham diversos escritórios na capital paulista optaram por agrupar suas atividades no Centro Empresarial. O empreendimento é considerado um dos que influenciaram no desenvolvimento da área da Marginal Pinheiros como região empresarial.
Com o aumento da oferta de imóveis corporativos na região da Marginal Pinheiros, diversos locatários passaram a se mudar do Centro Empresarial atraídos por edifícios mais modernos e mais bem localizados.
Hoje, o empreendimento passa por uma crise de vacância e tem cerca de 60% dos seus locais vagos.